# Lijst van rivieren in Tsjaad

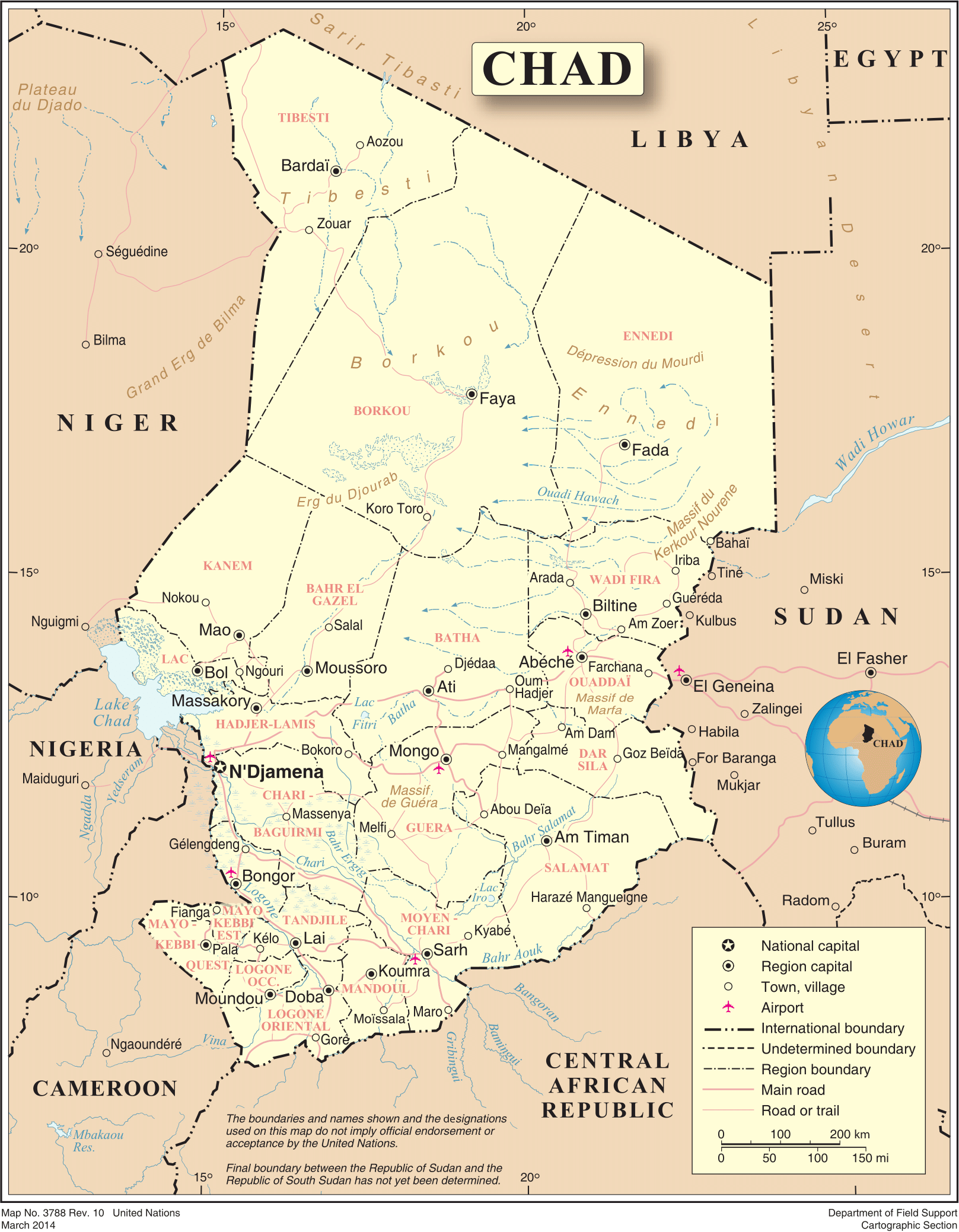
Kaart van Tsjaad.

Dit is een lijst van rivieren in Tsjaad. De rivieren in deze lijst zijn geordend naar drainagebekken en de opeenvolgende zijrivieren zijn ingesprongen weergegeven onder de naam van elke hoofdrivier.

## Golf van Guinee
- Niger (Nigeria)
  - Benue (Nigeria)
    - Mayo Kébbi

## Tsjaadmeer

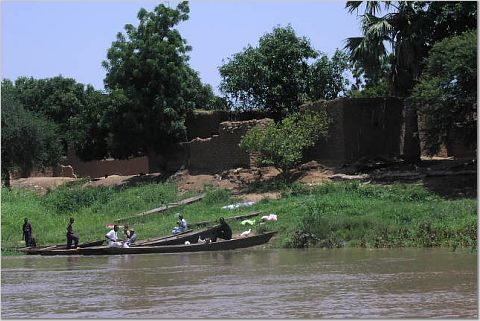
Chari.

- Chari
  - Logone
    - Pendé
    - Mbéré

  - Bahr Erguig
  - Bahr Salamat
    - Bahr Azoum
      - Ouadi Kadja

  - Ouham
    - Nana Barya

  - Bahr Kéita
  - Ko
    - Bragoto

  - Bahr Aouk (Aoukalé)
- Bahr el Ghazal

## Fitrimeer
- Batha

## Darfur
- Wadi Howar